# Jacques Voyer (Compagnon de la Libération)
Pour les articles homonymes, voir Jacques Voyer et Voyer.
Jacques Voyer, né le 27 décembre 1922 à Marseille et fusillé le 27 juin 1944 au champ de tir de Lèves près de Chartres, est un résistant français. Engagé volontaire, Français libre dès l'été 1940, il fait partie des Compagnons de la Libération.

## Biographie
Jacques Voyer naît le 27 décembre 1922 à Marseille, de Paule, née Étienne, et Jean Voyer, inspecteur général des Télécommunications. Avec sa petite sœur Jeanne, née en 1929, il grandit à Toulon jusqu'à ses 17 ans. Son oncle Daniel Étienne meurt pour la France en 1918.

### Engagement dans la France Libre
En juin 1940, il embarque sur le cargo Capo-Olmo, à destination de l'Algérie. Le cargo est détourné vers Gibraltar, puis l'Angleterre par le commandant Humbert Vuillemin, aidé notamment de Pierre Messmer, Jean Simon, et d'autres passagers. La vente de la cargaison du cargo permet de financer la France Libre pendant trois mois. Arrivé à Londres, il s'engage dans les Forces Françaises Libres le 27 juillet.

### Missions en France
En Grande-Bretagne, pour sa formation, il est envoyé à Aldershot, puis est affecté au bataillon de chasseurs de Camberley, et à l'école des transmissions. En juin 1941, après avoir accepté une mission en France, il est recruté au Bureau Central de Renseignements et d'Action (BCRA). Détaché à l'Intelligence Service pour des formations, il est parachuté sans comité de réception dans la nuit du 5 au 6 novembre 1941, dans les environs de Tarbes pour rejoindre le réseau Cartwright. Sous le nom de Lucien Boyer, il s'associe finalement au réseau Mithridate qui le fait travailler dans toute la zone Sud jusqu'en Corse.
En juillet 1942, il cherche à passer dans le réseau Ali-Tir à Saint-Étienne, ce qui est fait au mois d'août à la suite de l'arrestation d'un radio. Il participe à l'organisation d’atterrissages clandestins. En janvier 1943, recherché par la Gestapo, il est exfiltré vers l'Angleterre après 18 mois d'activité, à une époque où les opérateurs radios ne survivent en moyenne que 3 mois avant d'être arrêtés ou tués.

#### Plan Sussex
En octobre 1943, il est recruté pour le Plan Sussex dans le cadre des opérations préparant Overlord et le Débarquement de Normandie. Il est parachuté le 10 avril 1944 en tant qu'observateur, accompagné d'un opérateur radio, André Guillebaud. Conformément à leur ordre de mission, ils mettent en place un réseau de renseignement à Chartres. Quelques jours avant le Débarquement, son réseau signale la localisation de la division blindée Panzer Lehr. Selon l'État Major Allié, ce renseignement à lui seul valait tout le prix du plan Sussex : bombardée pendant son avancée vers le front, la Panzer Lehr arrivera trop tard pour repousser les Alliés.
Le 10 juin 1944, alors qu'il observe un convoi de troupes allemandes, il est repéré par la police militaire. Portant sur lui des documents compromettants, il tente de s'enfuir mais est blessé par deux balles. Emprisonné et torturé pendant deux semaines, il ne parle pas. Il est fusillé le 27 juin 1944 à l'âge de 21 ans.

## Décorations
- Chevalier de la Légion d'honneur
- Compagnon de la Libération – décret du 20 janvier 1946[6]
- Croix de guerre 1939–1945 (3 palmes)
- Médaille de la Résistance française avec rosette
- Médaille commémorative des services volontaires dans la France libre
- Distinguished Service Cross